# Pattinaggio di velocità ai XXII Giochi olimpici invernali - 10000 m maschile
Tra le competizione del pattinaggio di velocità che si sono tenute ai XXII Giochi olimpici invernali di Soči (in Russia) ci sono stati i 10000 m maschile. L'evento si è disputato il 18 febbraio.
Detentore del titolo di campione olimpico uscente era il sudcoreano Lee Seung-Hoon, che vinse a Vancouver 2010 (in Canada), precedendo il russo Ivan Skobrev (medaglia d'argento) e l'olandese Bob de Jong (medaglia di bronzo).
Campione olimpico si è laureato l'olandese Jorrit Bergsma, che ha preceduto i connazionali Sven Kramer, medaglia d'argento, e Bob de Jong, medaglia di bronzo

## Classifica di gara
| Pos. | Atleta                 | Nazione       | Tempo    | Distacco |
| ---- | ---------------------- | ------------- | -------- | -------- |
|      | Jorrit Bergsma         | Paesi Bassi   | 12'44"45 |          |
|      | Sven Kramer            | Paesi Bassi   | 12'49"02 | +4"57    |
|      | Bob de Jong            | Paesi Bassi   | 13'07"19 | +22"74   |
| 4    | Lee Seung-Hoon         | Corea del Sud | 13'11"68 | +27"23   |
| 5    | Bart Swings            | Belgio        | 13'13"99 | +29"54   |
| 6    | Patrick Beckert        | Germania      | 13'14"26 | +29"81   |
| 7    | Shane Dobbin           | Nuova Zelanda | 13'16"42 | +31"97   |
| 8    | Moritz Geisreiter      | Germania      | 13'20"26 | +35"81   |
| 9    | Evgeniy Seryaev        | Russia        | 13'28"61 | +44"16   |
| 10   | Emery Lehman           | Stati Uniti   | 13'28"67 | +44"22   |
| 11   | Patrick Meek           | Stati Uniti   | 13'28"72 | +44"27   |
| 12   | Dmitry Babenko         | Kazakistan    | 13'33"18 | +48"73   |
| 13   | Alexej Baumgärtner     | Germania      | 13'44"39 | +59"94   |
| 14   | Sebastian Druszkiewicz | Polonia       | 13'45"31 | +1'00"86 |

Data: Martedì 18 febbraio 2014 

Ora locale: 17:00 
 
Sito: 

Legenda:
- DNS = non partito (did not start)
- DNF = prova non completata (did not finish)
- DSQ = squalificato (disqualified)
- Pos. = posizione